# 케레타로 FC
케레타로 FC(Querétaro F.C.)는 멕시코 케레타로주에 있는 케레타로를 연고로 하는 축구팀이다. 이 팀은 1950년에 창단하였다.

## 선수 명단

### 현역
참고: FIFA 자격 규정에 따라 소속된 국가대표팀 국기를 표시합니다. 선수는 복수의 FIFA 비회원국 국적을 가지고 있을 수 있습니다.
| 번호 | 포지션 | 국적     | 이름                |
| ---- | ------ | -------- | ------------------- |
| 4    | DF     |          | 프랑코 루소         |
| 6    | DF     | 파라과이 | 호세 카날           |
| 7    | FW     | 에콰도르 | 아도니스 프레시아도 |
| 10   | MF     |          | 루카스 로드리게스   |
| 14   | MF     |          | 페데리코 레르토라   |

| 번호 | 포지션 | 국적     | 이름                |
| ---- | ------ | -------- | ------------------- |
| 28   | MF     | 파라과이 | 로드리고 보가린     |
| 32   | MF     |          | 카를로스 발렌주엘라 |

## 역대 감독
| 감독            | 임기        |
| --------------- | ----------- |
| 리카르도 라볼페 | 1990 ~ 1991 |

틀:케레타로 FC 선수 명단